# Alex Meneses
Pour les articles homonymes, voir Meneses.
Alex Meneses (nom à la naissance : Estella DeAnna Alexandra) est une actrice américaine, née le 12 février 1965  à Chicago, dans l'Illinois (États-Unis).

## Biographie
Née à Chicago d'un père mexicain et d'une mère d'origine ukrainienne, Alex pratique la danse depuis l'âge de 3 ans et très régulièrement pendant 14 ans. Plus tard pendant ses vacances d'été Alex prend des cours au théâtre d'improvisation The Second City de Chicago. Immédiatement après l'obtention du diplôme d'études secondaires, elle a obtenu un contrat en tant que modèle à Milan. Initialement, elle devait rester en Italie pour seulement 3 mois, mais Alex est tombée en amour avec l'Italie et y est restée pendant 2 ans ; période où elle réussit son parcours de modèle avec succès. De retour aux États-Unis, d'abord à Los Angeles, elle étudie la comédie au Lee Strasberg Theatre and Film Institute. C'est en voyant l'actrice latine Rita Moreno dans West Side Story qu'Alex décide de poursuivre une carrière d'actrice.
Alex représente Teresa Morales dans Docteur Quinn, femme médecin et a eu des rôles récurrents dans la série télévisée Tout le monde aime Raymond, précisément dans le rôle de Stephania l'amante italienne de Robert Barone ou encore dans la série The Hughleys. Elle apparait comme Alex Delgado dans Le Flic de Shanghaï (Saison 1, épisode 11 Derrière les barreaux).
Alex Meneses a aussi été présente dans de nombreuses productions théâtrales de Los Angeles en parallèle de sa carrière cinématographique (voir détails ci-après).

## Filmographie
- 1997-1998 : Docteur Quinn, femme médecin (série télévisée) : Teresa Morales Slicker
- 1994 : Stickfighter
- 1995 : Immortals : Cleopatra
- 1995 : Pour l'amour de Miranda (Kissing Miranda) (TV) : Miranda Castillo
- 1995 : Amanda & the Alien (TV) : Connie Flores
- 1995 : Sherman Oaks (série télévisée) : Elena
- 1996 : Snakeland : Bella
- 1996 : Friends (série télévisée) : Cookie
- 1997 : Selena : Sara
- 1997 : Risques et périls (Living in Peril) : Catherine Langtry
- 1998 : Le Flic de Shanghaï (série télévisée) : Alex Delgado
- 1999 : My Father's Love : Maria
- 1999 : Mercenaires (Stealth Fighter) : Roberto's Young Lady Desidea
- 2000 : Les Pierrafeu à Rock Vegas (The Flintstones in Viva Rock Vegas) : Roxie
- 2000 : The Princess & the Barrio Boy (TV) : Coach Sonia
- 2002 : The Round and Round : Becky Lord
- 2002 : Auto Focus : Emily
- 2003 : 44 Minutes de terreur (44 Minutes: The North Hollywood Shoot-Out) (TV) : Gomez
- 2004 : NCIS : Enquêtes spéciales (série télévisée) : Saison 1, épisode 20 : Vanessa
- 2006 : Funny Money : Gina
- 2006 : Only in Miami : Yolanda
- 2008 : Xenophobia (TV) : Jessica
- 2008 : Boyle Heights : Tino's Wife
- 2009 : Engrenage mortel (Wrong Turn at Tahoe) (TV) : Marisa
- 2013 : Les Goldberg : Sophia (1 épisode)
- 2014 : Growing Up Fisher : Allison (1 épisode)
- 2015 : Austin et Ally : Señora Gomez (1 épisode)
- 2015 - 2016 : Telenovela (série télévisée) : Isabella Santamaria

## Nomination
- ALMA Award 2002.